# Tłuchowo (gmina)
Tłuchowo est une gmina rurale du powiat de Lipno, Couïavie-Poméranie, dans le centre-nord de la Pologne. Son siège est le village de Tłuchowo, qui se situe environ 24 km au sud-est de Lipno et 66 km au sud-est de Toruń.
La gmina couvre une superficie de 98,67 km2 pour une population de 4 634 habitants.

## Géographie
La gmina inclut les villages de Borowo, Jasień, Julkowo, Kamień Kmiecy, Kamień Kotowy, Kłobukowo, Koziróg Leśny, Koziróg Rzeczny, Małomin, Marianki, Michałowo, Mysłakówko, Mysłakowo, Nowa Turza, Podole, Popowo, Rumunki Jasieńskie, Suminek, Tłuchówek, Tłuchowo, Trzcianka, Turza Wilcza, Wyczałkowo et Źródła.
La gmina borde les gminy de Brudzeń Duży, Dobrzyń nad Wisłą, Mochowo, Skępe et Wielgie.